# Vlado Stenzel

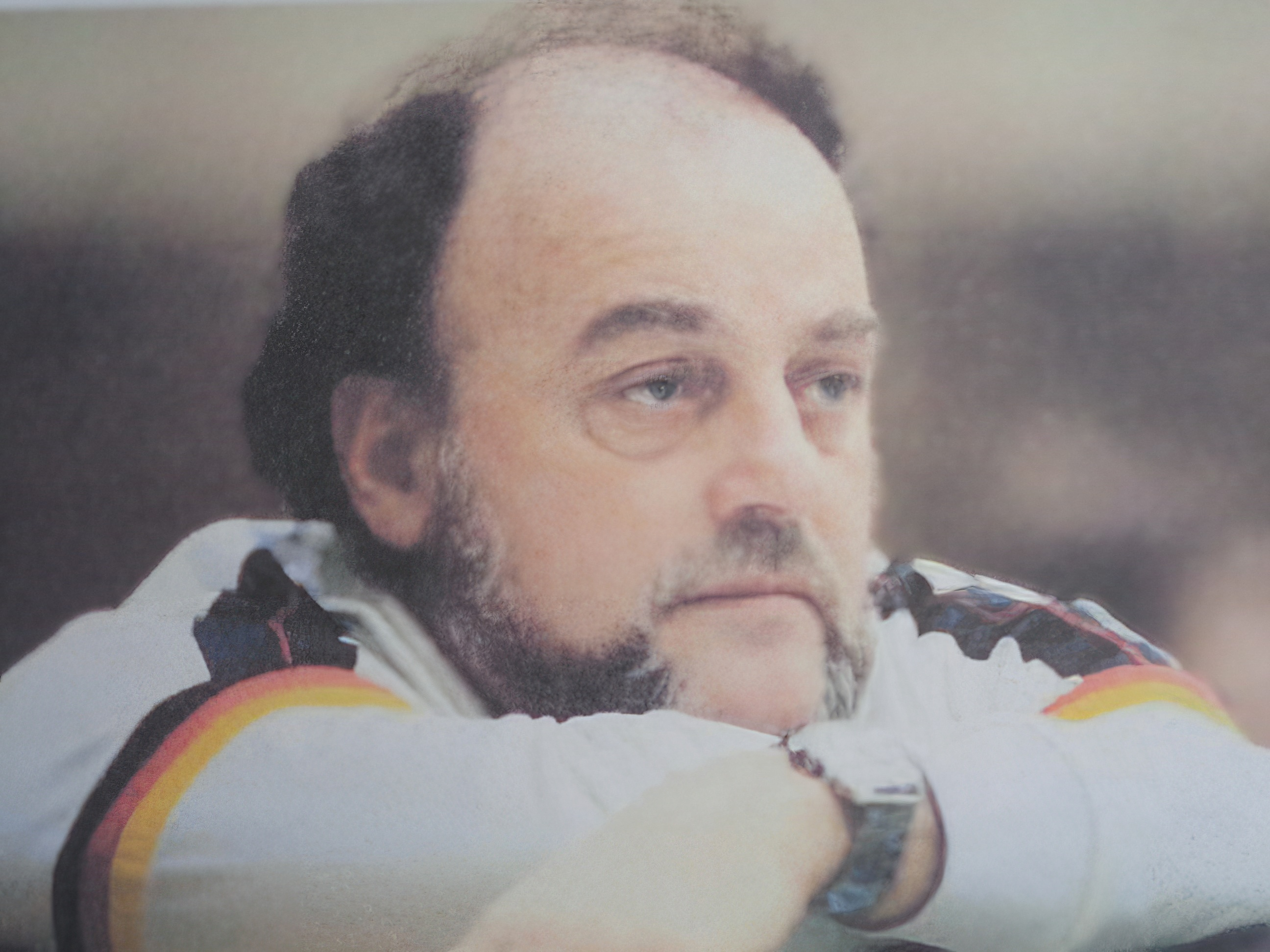
Vlado Stenzel.

Vlado Stenzel, ursprungligen Vladimir Štencl, i Tyskland kallad "Der Magier" (Trollkarlen), född 23 juli 1934 i Zagreb i dåvarande Kungariket Jugoslavien, är en kroatisk handbollstränare och före detta jugoslavisk handbollsmålvakt, sedan 1970-talet verksam i Tyskland. Han ledde som Jugoslavien till olympiskt guld 1972 och Västtyskland till VM-guld 1978.
Stenzel spelade som aktiv målvakt, men inledde tidigt en tränarkarriär. 1974–1982 var han tränare för Västtyskland. 1976 ledde han laget till en fjärdeplats vid olympiska spelen i Montréal. Efter tiden som förbundskapten ledde han olika tyska klubblag och kroatiska RK Medveščak från Zagreb.
Stenzel bor idag i Wiesbaden.

## Klubbar som spelare
- RK Prvomajska (1951–1959)

## Tränaruppdrag i urval
- RK Prvomajska (1962–1967)
- Jugoslavien (1967–1972)
- RK Crvenka (1967–1968)
- Västtyskland (1974–1982)
- VfL Bad Schwartau (1986–1988)
- TSV Milbertshofen (1988–1990)
- TV Grosswallstadt (1995)
- MTV Ingolstadt (1995–1997)
- HSG Wetzlar (2003–2004)